# 李雅凛 (跆拳道运动员)
李雅凛（韩语： Lee Ahreum，1992年4月22日—）是一名韩国女子跆拳道运动员，主攻57公斤级项目，为高阳市跆拳道队成员，曾就读于首尔体育高等学校以及韩国体育大学校。
2018年8月底，李雅凛在一次朋友聚会后驾车回家，被警方查出体内酒精浓度达0.151%，涉嫌酒后驾驶，事后她承认自己在聚会期间饮酒。针对此事，韩国跆拳道协会起初仅将她逐出训练中心，未对她采取禁赛措施，以免影响她通过近期的国际大赛取得更多奥运积分，此举引发争议。最后，韩国跆拳道协会于9月20日决定给予李雅凛禁赛30日的处罚，李雅凛也因此无缘该年的全国体育大会及世界跆拳道大奖赛曼彻斯特站。